# Tyler Lydon
Tyler Lydon, né le 9 avril 1996 à Hudson dans l'État de New York, est un joueur américain de basket-ball évoluant au poste d'ailier fort.

## Biographie

### Carrière universitaire
Après ses deux saisons universitaires avec l'Orange de Syracuse, il se présente à la draft 2017 de la NBA.

### Carrière professionnelle

#### Nuggets de Denver (2017-2019)
Le 22 juin 2017, il est sélectionné à la 24e position de la draft 2017 de la NBA par le Jazz de l'Utah. le soir-même, ses droits de draft sont transférés aux Nuggets de Denver, avec Trey Lyles en échange des droits de draft de Donovan Mitchell.
Le 6 juillet 2017, Lydon signe un contrat avec les Nuggets.
Entre le 22 octobre 2017 et le 25 janvier 2018, il est envoyé plusieurs fois chez les Vipers de Rio Grande Valley en G-League.
Entre le 3 mars et le 25 mars 2019, il est envoyé chez le Capital City Go-Go en G-League.
Le 1er juillet 2019, il devient agent libre.
Le 17 juillet 2019, Lydon signe un contrat de deux ans avec les Kings de Sacramento. Le 21 octobre 2019, il est coupé par les Kings de Sacramento.

## Statistiques

### Universitaires
| Saison    | Équipe   | Matchs | Titul. | Min./m | % Tir | % 3pts | % LF | Rbds/m. | Pass/m. | Int/m. | Ctr/m. | Pts/m. |
| --------- | -------- | ------ | ------ | ------ | ----- | ------ | ---- | ------- | ------- | ------ | ------ | ------ |
| 2015-2016 | Syracuse | 37     | 0      | 30,3   | 47,9  | 40,5   | 77,4 | 6,30    | 1,11    | 1,14   | 1,81   | 10,14  |
| 2016-2017 | Syracuse | 34     | 34     | 36,1   | 47,2  | 39,2   | 83,6 | 8,65    | 2,06    | 1,03   | 1,44   | 13,18  |
| Carrière  | Carrière | 71     | 34     | 33,1   | 47,5  | 39,8   | 80,9 | 7,42    | 1,56    | 1,08   | 1,63   | 11,59  |

### Professionnelles
| Saison    | Équipe   | Matchs | Titul. | Min./m | % Tir | % 3pts | % LF | Rbds/m. | Pass/m. | Int/m. | Ctr/m. | Pts/m. |
| --------- | -------- | ------ | ------ | ------ | ----- | ------ | ---- | ------- | ------- | ------ | ------ | ------ |
| 2017-2018 | Denver   | 1      | 0      | 2,2    | 0,0   | 0,0    | 0,0  | 0,00    | 0,00    | 0,00   | 0,00   | 0,00   |
| 2018-2019 | Denver   | 25     | 0      | 3,7    | 50,0  | 40,0   | 33,3 | 0,72    | 0,24    | 0,08   | 0,00   | 0,92   |
| Carrière  | Carrière | 26     | 0      | 3,7    | 50,0  | 40,0   | 33,3 | 0,69    | 0,23    | 0,08   | 0,00   | 0,88   |

Mise à jour le 11 février 2021